# 记忆与人权博物馆

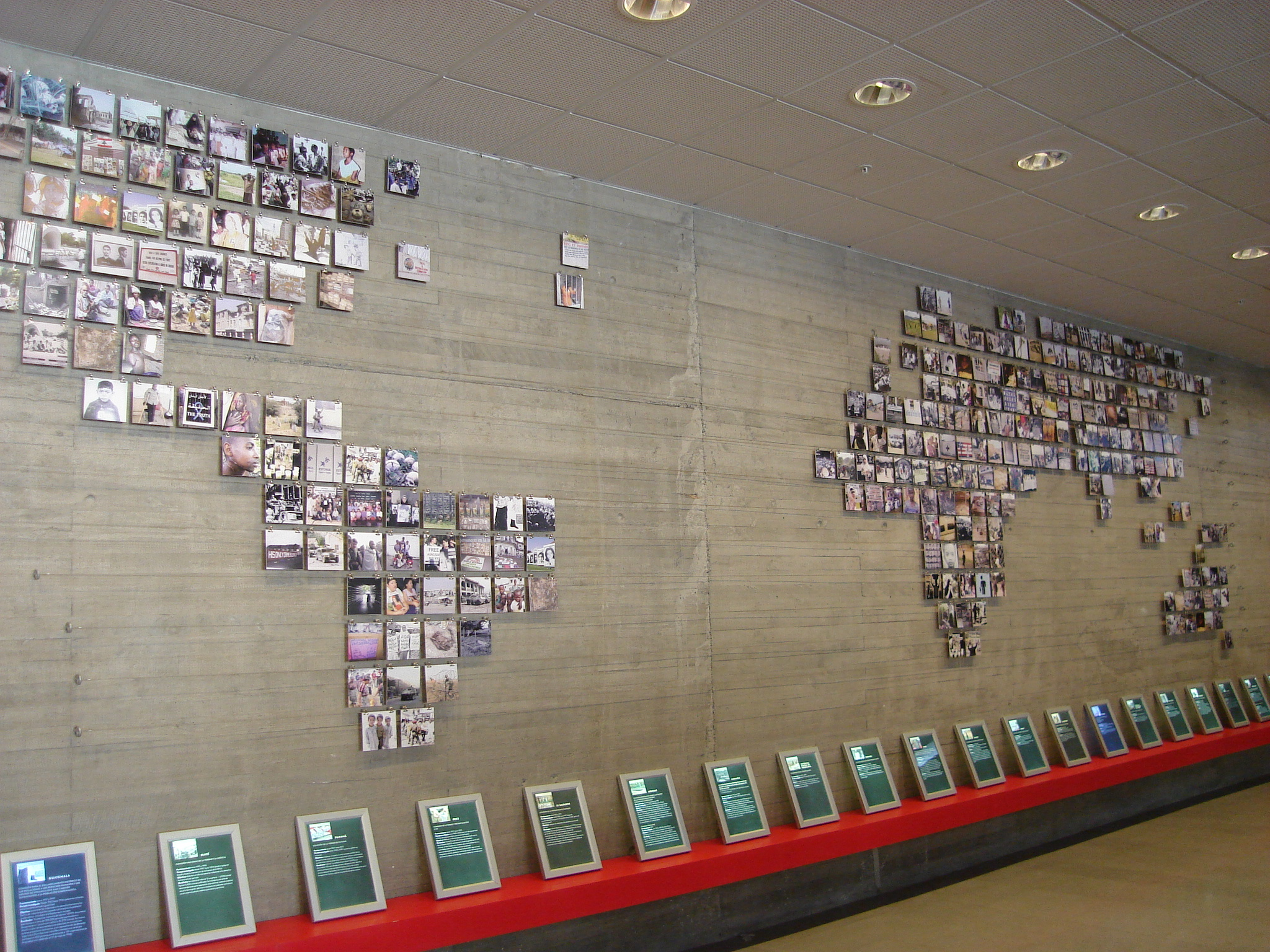
"Human rights, universal challenge" room.

记忆与人权博物馆（西班牙語：Museo de la Memoria y los Derechos Humanos）位于智利圣地亚哥，用于纪念1973年至1990年奥古斯托·皮诺切特军事独裁期间侵犯人权的受害者。2010年1月11日，时任总统米歇尔·巴切莱特为其揭幕，作为纪念智利建国二百周年庆典的一部分。

## 历史

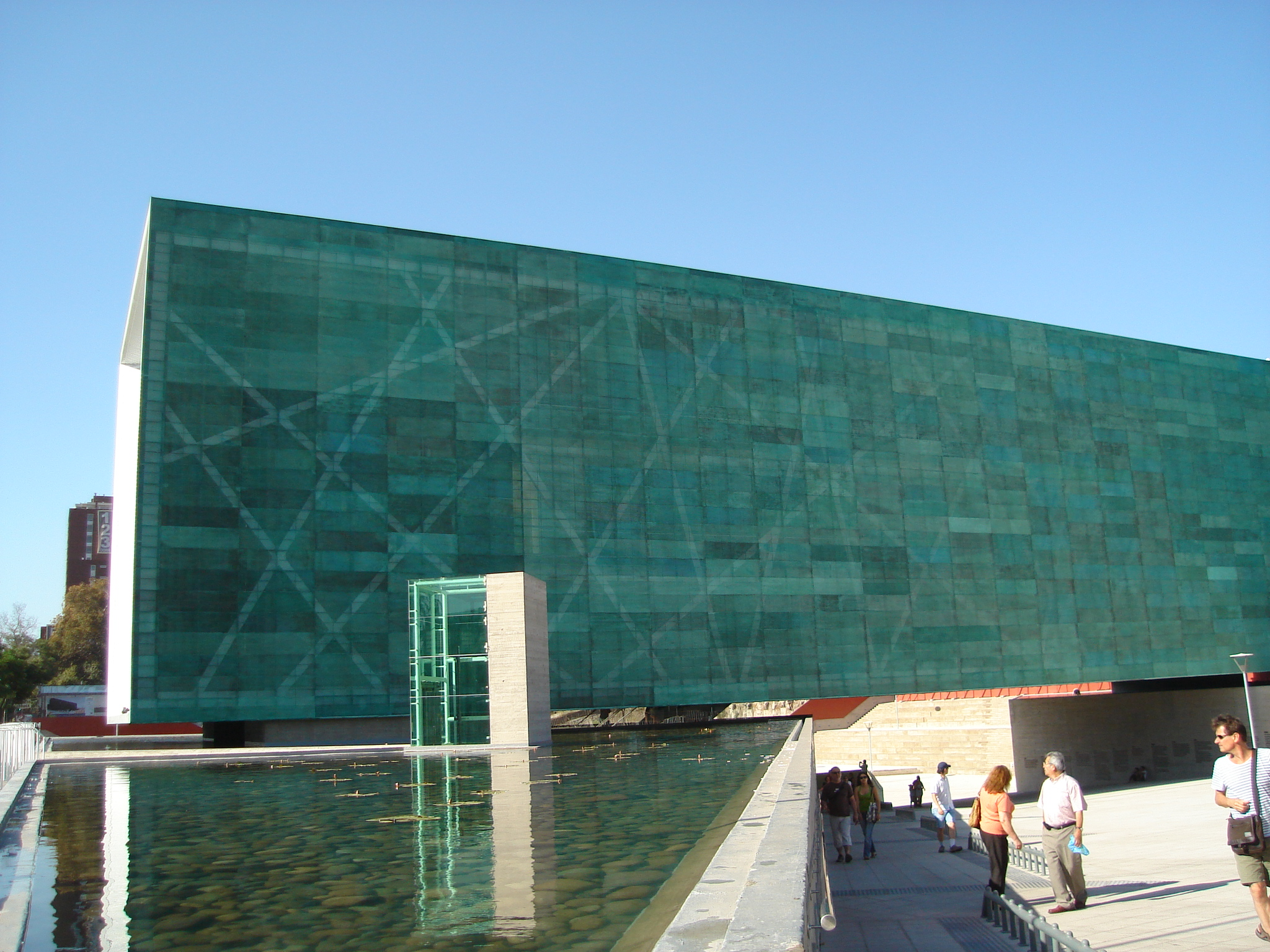
博物馆大楼

2007年5月21日，智利总统米歇尔·巴切莱特在国会发表演讲，宣布建造纪念博物馆，一个月后，她宣布举行公开比赛，为博物馆选择建筑设计。同年8月28日，宣布中标者为巴西圣保罗的“Estudio America”建筑事务所。2008年，又举办了一场竞赛，确定负责博物馆的运营者；“Carbol de Color S.A.”被选中。。
2008年12月10日，巴切莱特为博物馆大楼奠基，她本人也是皮诺切特独裁时期酷刑的受害者。博物馆藏品的材料和文件大多由Casa de la Memoria组织提供，于2009年6月16日抵达拉莫内达宫在博物馆建设的同时，2009年12月3日，博物馆董事会成立，2010年1月6日，Romy Schmidt 被任命为执行董事。巴切莱特于2010年1月11日，即任期结束前两个月，为博物馆揭牌。
该博物馆收藏了皮诺切特独裁时期使用的酷刑器具、拘留中心囚犯给家人的信件、剪报和幸存者的证词。博物馆还包括对人权的哲学思考。1973年政变期间，智利著名偶像兼民歌歌手维克多·哈拉在体育场去世前不久创作的最后一首诗《智利体育场》（Estadio-Chile），挂在博物馆门口。